# PingPong
I PingPong (in lingua ebraica: פינג פונג) sono stati un gruppo musicale israeliano formato nel 2000 da Guy Assif, Ahal Eden, Roy Arad e Yifat Giladi.
Hanno rappresentato Israele all'Eurovision Song Contest 2000 con il brano Same'ach.

## Carriera
Nel 2000 i PingPong sono stati selezionati internamente dall'emittente televisiva israeliana IBA per rappresentare il paese all'Eurovision con il loro singolo di debutto, Same'ach. All'Eurovision Song Contest 2000, che si è tenuto il 13 maggio a Stoccolma, si sono piazzati al 22º posto su 24 partecipanti con 7 punti totalizzati. Hanno creato scalpore per aver sventolato la bandiera siriana, paese ostile a Israele, sia nel video musicale che nella loro esibizione al contest.

## Discografia

### Album in studio
- 2000 – Bein musar leofna

### Singoli
- 2000 – Same'ach